# Rio (album)
Rio je drugi studijski album engleskog novo valnog sastava Duran Duran. Album je objavljen 10. svibnja 1982. godine, a objavila ga je diskografska kuća EMI.
Dospjeo je na drugo mjesto ljestvica u Ujedinjenom Kraljevstvu i prvo mjesto u Australiji i Kanadi.

## Snimanje i datumi objave
Prva pjesma snimljena za album Rio bila je "My Own Way", napisana i snimana u listopadu 1981. godine, i objavljena kao singl već u studenom 1981. godine. Ostali materijal za album sniman je u prvim mjesecima 1982. godine, u studiju Air Studios u Londonu, s producentom i inženjerom zvuka Colinom Thurstonom. "My Own Way" ponovno je snimana za album te se uvelike razlikuje od singla iz 1981. godine.
Drugi singl s albuma, "Hungry Like the Wolf", objavljen je u Ujedninjenom Kraljevstvu 4. svibnja 1982. godine. Dostigao je peto mjesto na ljestvicama 26. lipnja 1982. godine.
Album Rio, prvi put je u svijetu objavljen 10. svibnja 1982. godine, gdje je dostigao drugo mjesto na ljestvicama već treći tjedan nakon objave. Ilustraciju na omotu albuma na prvenstvenom ljubičastom izdanju nacrtao je Patrick Nagel. Sami omot dizajnirao je Malcolm Garrett.
John Taylor preuzima zasluge za naslov. "[Bilo] je to nešto što sam bacio u mix," prisjetio se 2012. godine. Bio je naročito fasciniran s idejom o Brazilu, i  "Rio, je za mene, bio stenografija za uistinu strano, egzotično, izobilje zemaljskih užitaka, proslava koja ne bi nikada prestala."
Sastav je sam imao planove i ambicije za promociju. Ujedinili su se s redateljem Russellom Mulcahyjem (koji je režirao video za singl s istoimenog debitantskog albuma, "Planet Earth"), te su planirali objaviti videoalbum s jedanaest najboljih pjesama Durana Durana s debitantskog prvog albuma i Ria. Sastav je otputovao u Šri Lanku i Antigvu između datuma za turneju kako bi snimili spotove za poznate pjesme s albuma "Rio", "Hungry Like the Wolf" i "Save a Prayer", kao i za manje poznate "Lonely in Your Nightmare" i "Night Boat" — video je kasnije postao zombiefest.
Dok su snimali video spotove, gitarist Andy Taylor dobio je tropski virus te je hospitaliziran na povratku za Englesku. Ovo je prisililo sastav da odgodi europsku turneju, te da diskografska kuća odgodi objavu trećeg singla dok sastav ne bude spreman za promoviranje.
"Save a Prayer" konačno je objavljen 9. kolovoza 1982. godine, te je dostigao drugo mjesto na ljestvicama Ujedinjenog Kraljevstva sredinom rujna 1982. godine. Dana 1. studenog 1982. godine singl "Rio" je objavljen. Dostigao je deveto mjesto na ljestvicama Ujedinjenog Kraljevstva u prosincu 1982. godine

## Popis pjesama
Tekstovi i glazba: Duran Duran. 
| 1. | »Rio«                      | 5:33 |
| 2. | »My Own Way«               | 4:51 |
| 3. | »Lonely in Your Nightmare« | 3:50 |
| 4. | »Hungry Like the Wolf«     | 3:41 |
| 5. | »Hold Back the Rain«       | 3:59 |

| Druga strana | Druga strana                  | Druga strana | Druga strana | Druga strana | Druga strana | Druga strana | Druga strana | Druga strana | Druga strana |
| Br.          | Skladba                       | Trajanje     |              |              |              |              |              |              |              |
| ------------ | ----------------------------- | ------------ | ------------ | ------------ | ------------ | ------------ | ------------ | ------------ | ------------ |
| 6.           | »New Religion«                | 5:31         |              |              |              |              |              |              |              |
| 7.           | »Last Chance on the Stairway« | 4:21         |              |              |              |              |              |              |              |
| 8.           | »Save a Prayer«               | 5:33         |              |              |              |              |              |              |              |
| 9.           | »The Chauffeur«               | 5:10         |              |              |              |              |              |              |              |
| 42:38        |                               |              |              |              |              |              |              |              |              |

## Počasti
Godine 2000., Rio našao se na 98. mjestu ljestvice  Q magazina "100 Najboljih britanskih albuma". Godine 2003., našao se na 63. mjestu ljestvice "100 Najboljih albuma svih vremena" NME-a. Godine 2004., CMJ uvrstio ga je na prvo mjesto ljestvice "Top 20 najsviranijih albuma iz 1982. godine". Godine 2008., uvršten je na 24. mjesto najboljih britanskih albuma na ljestvici HMV Q. Nalazi se na 95. mjestu Pitchforkove ljestvice najboljih albuma 80-ih, te se nalazi na listi "1001 albuma koje morate čuti prije no što umrete" iz travnja 2013. godine, Rio se nalazi na trećem mjestu Radio BBC-ove ljestvice "100 najdražih albuma svih vremena."
Tri desetljeća kasnije, John Taylor i dalje drži album na visokom poštovanju. "Tekstovi na Riu je savršen, svaki. Essential Duran Duran," prisjetio se 2012. godine u svojim memoarima In the Pleasure Groove. Također drži visoko poštovanje prema glazbenoj srčanosti sastava. "Svaki od nas nastupa ... na apsolutnom maksimumu naših talenata," napisao je. "Nema pravljenja. Svaki dio je promišljen, razmotren, dio veće cjeline.

## Zasluge
Duran Duran
- Simon Le Bon – glavni vokali, vibrafon na "New Religion", okarina na "The Chauffeur"
- Nick Rhodes – klavijature, sintisajzeri, marimba, zvučni efekti, prateći vokali na "Last Chance on the Stairway"
- John Taylor – bas-gitara, prateći vokali
- Andy Taylor – gitara, prateći vokali
- Roger Taylor – bubnjevi, udaraljke

Gostujući glazbenici
- Andy Hamilton – tenor saksofon na "Rio"

Ostalo osoblje
- Colin Thurston – produciranje, inženjer zvuka
- Renate – tehničar
- Malcolm Garrett – omot albuma
- Patrick Nagel – ilustracije
- Andy Earl – fotografija